# دوبس آند كومباني
كانت شركة دوبس آند كومباني Dübs & Co شركة تصنيع قاطرات في جلاسكو في اسكتلندا، أسسها هنري دوبس في عام 1863 ومقرها في كوينز بارك ووركس في بولمادي. 
في عام 1903 اندمجت مع شركتين أخريين من مصنعي قاطرات جلاسكو لإنشاء شركة شمال بريطانيا للقاطرات.  